# 河毛一郎
河毛 一郎（かわけ いちろう、1918年8月2日 - 1988年6月20日）は、日本の官僚。海上保安庁長官を務めた。石川県出身。弟に王子製紙社長を務めた河毛二郎がいる。

## 経歴・人物
1953年に東京大学法学部政治学科を卒業し、同年に運輸省に入省した。大臣官房審議官、船員局長などを経て、1968年に海上保安庁長官に就任。1978年には日本海員掖済会会長に就任。
1988年6月20日肝臓癌のために死去。69歳没。